# Los ricos también lloran
 (juin 2022).
Si vous disposez d'ouvrages ou d'articles de référence ou si vous connaissez des sites web de qualité traitant du thème abordé ici, merci de compléter l'article en donnant les références utiles à sa vérifiabilité et en les liant à la section « Notes et références ».
Los ricos también lloran (Les riches pleurent aussi) est une telenovela mexicaine diffusée en 1979-1980 sur Canal de las Estrellas.

## Distribution
- Verónica Castro : Mariana Villarreal
- Rogelio Guerra : Luis Alberto Salvatierra
- Rocío Banquells : Esther Izaguirre de Salvatierra
- Augusto Benedico : Don Alberto Salvatierra
- Rafael Banquells : Padre Adrián
- Alicia Rodríguez : Doña Elena Salvatierra (#1)
- Marilú Elizaga : Doña Elena Salvatierra (#2)
- Yolanda Mérida : Ramona
- Flor Procuna : Irma Ramos Vda. de Villarreal
- Miguel Palmer : Diego Ávila (#1)
- Fernando Luján : Diego Ávila (#2)
- Leonardo Daniel : Leonardo Mendizábal
- José Elías Moreno : Pascual « Pato » Hernández
- Antonio Bravo : Luis de la Parra
- Columba Domínguez : María (#1)
- Maricruz Nájera : María (#2)
- Connie de la Mora : Patricia
- Edith González : María Isabel Salvatierra
- Christian Bach : Joanna Smith
- Guillermo Capetillo : Alberto « Beto » López/Salvatierra
- Aurora Clavel : Mamá Chole López
- Ada Carrasco : Felipa
- Ricardo Cortés : Juan Manuel
- Marina Dorell : Sara González
- María Teresa Rivas : Sor Úrsula
- Socorro Bonilla : Graciela Jiménez
- Magda Haller : Doña Rosario
- Arturo Lorca : Jaime, majordome
- Leticia Perdigón : Lili, ami de María Isabel
- Robertha : Roberta
- Marta Resnikoff : Rosita
- Estela Chacón : Virginia, enfermera
- Manuel Guízar : Dr. Francisco Gómez Ocampo
- Carlos Fernández : Carlos Castañeda
- Edgar Wald
- Carlos Cámara : Fernando
- Fernando Mendoza : Don Leonardo Villarreal
- Maleni Morales
- Victoria Vera : Victoria « La Tormentosa »
- Miguel Ángel Negrete : Máximo
- Federico Falcón : Dr. López
- Humberto Cabañas : Humberto Carrillo
- María Rebeca : María Isabel (à ses débuts)
- Armando Alcázar : Beto (à ses débuts)
- Socorro Avelar : Morena
- Gastón Tuset : Dr. Suárez
- Óscar Bonfiglio : Sebastián
- Teo Tapia : Dr. Joaquín Herrera
- Luis Bayardo : Arquitecto
- Margarita Cortes : Teresa
- Fernando Borges : Eduardo Sagredo
- Lina Michel : Collette de Mendizábal
- Carlos Pouliot : Federico Mendizábal
- Javier Marc : Lic. González
- Patricia Myers : Pachita
- Roberto Ballesteros : Camarero
- Enrique Muñoz : Lic. De la Cueva
- Eugenio Cobo : Arturo
- Marypaz Banquells : secrétaire

## Diffusion internationale
| Pays      | Chaîne                          | Titre                    | Première diffusion |
| --------- | ------------------------------- | ------------------------ | ------------------ |
| Mexique   | Canal de las Estrellas          | Los ricos también lloran | 16 octobre 1979    |
| Brésil    | SBT                             | Os Ricos também Choram   |                    |
| Espagne   | TVE 1                           | Los ricos también lloran |                    |
| Colombie  | Cadena Uno                      | Los ricos también lloran |                    |
| Colombie  | Canal RCN                       | Los ricos también lloran |                    |
| Chili     | Universidad de Chile Televisión | Los ricos también lloran |                    |
| Pérou     | América Televisión              | Los ricos también lloran |                    |
| Pérou     | UCV TV                          | Los ricos también lloran |                    |
| Venezuela | Venevisión                      | Los ricos también lloran |                    |
| Argentine | Jetix                           | Los ricos también lloran |                    |
| Argentine | Canal 9                         | Los ricos también lloran |                    |
| Italie    | Rete 4                          | Anche i ricchi piangono  |                    |
| Russie    | Russ TV                         | Богатые тоже плачут      |                    |
| Viêt Nam  | VTV1                            | Người giàu cũng khóc     |                    |
| Serbie    | RTS                             | И богати плачу           |                    |

## Versions
- Raquel (RCTV, 1973 à 1975)
- María la del barrio (Televisa, 1995-1996)
- Os Ricos também Choram (SBT, 2005-2006)
- Marina (Telemundo, 2006-2007)
- Maria la del Barrio (ABS-CBN, 2011-2012)
- Los ricos también lloran (Televisa, 2022)